# Chemin de fer du lac Knob et Timmins
Le chemin de fer du lac Knob et Timmins est un chemin de fer industriel d'une longueur de 21 km exploité par la compagnie Knob Lake & Timmins Inc. détenue par Genesee & Wyoming Canada Inc. filiale de Genesee & Wyoming Inc..
Le chemin de fer fournit des services ferroviaires entre Schefferville au Québec, et des mines de fer situées à environ 20 km au nord-ouest, à cheval sur la frontière entre le Québec et le Labrador.

## Parcours
La ligne de chemin de fer, subdivision Timmins exploitée par Knob Lake & Timmins Inc., se compose de trois sections :

- ligne de Labrador Iron Mines Railway de la jonction du lac Knob (anglais : Knob Lake Junction) à la frontière du Québec, aux points milliaires 0,00 à 5,525, à Terre-Neuve-et-Labrador ;

- ligne de Kérail Inc. (filiale de Genesee & Wyoming Inc.) au nord de la frontière entre Terre-Neuve-et-Labrador et le Québec, aux points milliaires 5,525 à 15,40, au Québec ;

- ligne de Tata Iron Mines Railway de la frontière entre le Québec et Terre-Neuve-et-Labrador, aux points milliaires 15,40 à 15,497, à Terre-Neuve-et-Labrador.
Le chemin de fer se connecte à la ligne Transport ferroviaire Tshiuetin au Labrador au sud de Schefferville et du lac Knob, où une autre filiale de Genesee & Wyoming, Western Labrador Rail Services, achemine le minerai jusqu'au port de Sept-Îles par la ligne du chemin de fer de la Côte-Nord et du Labrador (anglais : Quebec North Shore and Labrador ou QNS&L).

## Histoire
Le 28 avril 2011, Labrador Iron Mines a signé un contrat de services ferroviaires avec Western Labrador Rail Services, une filiale à part entière de Genesee & Wyoming pour le compte de Western Labrador Rail Services, afin d'exploiter une voie de chemin de fer de 6 km nouvellement construite reliant l'usine de traitement de Silver Yards située à l'ouest de Shefferville à la ligne de chemin de fer principale exploitée par Transport Ferroviaire Tshiuetin inc. reliant Schefferville à la jonction Emeril (anglais : Emeril Junction). Western Labrador Rail Services a fourni la traction pour les trains Labrador Iron Mines en traversant la ligne Transport ferroviaire Tshiuetin et le Chemin de fer Arnaud jusqu'à Pointe Noire. Les services ont commencé en 2011, mais ont cessé en 2014 avec la mise en sommeil de l'exploitation minière. 
En 2011, Tata Steel Minerals Canada a entrepris des travaux sur un projet d'extraction du minerai de fer à enfournement direct (« DSO » pour Direct Shipping Ore), situé au nord-ouest de Schefferville, avec une installation de traitement du minerai près du camp Timmins. 
Le 08 août 2012, Tata Steel Minerals Canada a conclu une entente à long terme avec Genesee & Wyoming Inc. et sa filiale récente KéRail Inc.. L'entente prévoit que KéRail fournira des services ferroviaires pour transporter jusqu’à 4,2 millions de tonnes de produits par an vers le point d’interconnexion de Transport Ferroviaire Tshiuetin inc., près de Schefferville. De plus, KéRail construira une voie ferrée d'environ 21 km entre le complexe minier (boucle ferroviaire) et le point d’interconnexion de la ligne Transport ferroviaire Tshiuetin. La ligne ferroviaire KéRail a été achevée en juin 2014. La ligne est devenue opérationnelle en novembre 2014 avec une exploitation à partir de l'été 2015.